# 4374 Tadamori
4374 Tadamori è un asteroide della fascia principale. Scoperto nel 1987, presenta un'orbita caratterizzata da un semiasse maggiore pari a 2,2232090 UA e da un'eccentricità di 0,1695797, inclinata di 4,84051° rispetto all'eclittica.